# Сомалійська мова
Сомалійська мова (або просто сомалі) належить до кушитської гілки афразійської сім'ї мов.
Цією мовою говорять в основному у Сомалі. Але також розмовляють і в таких країнах як Джибуті (більшість населення), Ефіопія й Кенія.
Через громадянську війну в Сомалі, носії мови поширилися по всьому світу. Точно кількість людей, що говорять мовою сомалі невідома, але приблизно оцінюється в 15-25 млн.
Близькими до сомалі мовами є мови оромо і афар. У мові зустрічаються запозичення з арабської, здебільшого серед релігійних термінів.
Існують запозичення з англійської і італійської мов, що залишилися від колоніального минулого.

## Лінгвістична характеристика
Вивчення мови сомалі почалося приблизно в 1900 р. У порівнянні з іншими кушитськими мовами сомалі досить добре вивчена.
Сомалі — аглютинативні мови з системою тонів і гармонією голосних в коренях слів.

## Писемність
Для мови сомалі використовувалося три види писемності — арабський алфавіт, латинський алфавіт, та власний — османія.
До колоніального періоду використовувався арабський алфавіт. Використання арабського алфавіту було пов'язано з поширенням ісламу на території Сомалі. Власна, сомалійська писемність з'явилася в 1920 році, але після військового перевороту, здійсненого в 1969 р., швидко (у 1972 р.) потрапляє під негласну заборону, а як офіційна писемність була остаточно прийнята латиниця.

### Фонологічні відомості
Виділяються 22 приголосні фонеми та 5 основних голосних.
| Піднесення / ряд | Передні       | Середні       | Задні         |
| ---------------- | ------------- | ------------- | ------------- |
| Верхні           | i ⟨i⟩ iː ⟨ii⟩ |               | u ⟨u⟩ uː ⟨uu⟩ |
| Середні          | e ⟨e⟩ eː ⟨ee⟩ |               | o ⟨o⟩ oː ⟨oo⟩ |
| Нижні            |               | a ⟨a⟩ aː ⟨aa⟩ |               |

|              | Губні | Губно-зубні | Зубні       | Ясенні | Ясеннопіднебінні | Ретрофлексні | Середньопіднебінні | Задньоязикові | Увулярні | Ларингальні | Гортанні |
| ------------ | ----- | ----------- | ----------- | ------ | ---------------- | ------------ | ------------------ | ------------- | -------- | ----------- | -------- |
| Носові       | m ⟨m⟩ |             |             | n ⟨n⟩  |                  |              |                    |               |          |             |          |
| Проривні     | b ⟨b⟩ |             | t̪ ⟨t⟩ d̪ ⟨d⟩ |        |                  | ɖ ⟨dh⟩       |                    | k ⟨k⟩ ɡ ⟨g⟩   | q ⟨q⟩    | ħ ⟨x⟩ ʕ ⟨c⟩ | ʔ ⟨'⟩    |
| Африкати     |       |             |             |        | d͡ʒ ⟨j⟩           |              |                    |               |          |             |          |
| Фрикативні   |       | f ⟨f⟩       |             | s ⟨s⟩  | ʃ ⟨sh⟩           |              |                    | x~χ ⟨kh⟩      | x~χ ⟨kh⟩ |             | h ⟨h⟩    |
| Дрижачі      |       |             |             | r ⟨r⟩  |                  |              |                    |               |          |             |          |
| Апроксиманти |       |             |             | l ⟨l⟩  |                  |              | j ⟨y⟩              | w ⟨w⟩         |          |             |          |

### Склад і характер морфологічних категорій
У Сомалі виділяють такі частини мови: іменник, прикметник, дієслово, займенник, прислівник, артикль, сполучник, прикметник і вигук.